# Port Norris
Port Norris és una concentració de població designada pel cens dels Estats Units a l'estat de Nova Jersey. Segons el cens del 2000 tenia 1.507 habitants.

## Demografia
Segons el cens del 2000, Port Norris tenia 1.507 habitants, 514 habitatges, i 380 famílies. La densitat de població era de 91,3 habitants/km².
Dels 514 habitatges en un 30,5% hi vivien nens de menys de 18 anys, en un 49,8% hi vivien parelles casades, en un 18,7% dones solteres, i en un 25,9% no eren unitats familiars. En el 20,6% dels habitatges hi vivien persones soles l'11,7% de les quals corresponia a persones de 65 anys o més que vivien soles. El nombre mitjà de persones vivint en cada habitatge era de 2,92 i el nombre mitjà de persones que vivien en cada família era de 3,36.
Per edats la població es repartia de la següent manera: un 27,4% tenia menys de 18 anys, un 7,9% entre 18 i 24, un 27% entre 25 i 44, un 20,8% de 45 a 60 i un 16,9% 65 anys o més.
L'edat mediana era de 37 anys. Per cada 100 dones de 18 o més anys hi havia 87,3 homes.
La renda mediana per habitatge era de 38.194 $ i la renda mediana per família de 42.813 $. Els homes tenien una renda mediana de 36.513 $ mentre que les dones 22.176 $. La renda per capita de la població era de 16.195 $. Aproximadament el 14% de les famílies i el 16,1% de la població estaven per davall del llindar de pobresa.

## Poblacions més properes
El següent diagrama mostra les poblacions més properes.